# Stazione di Alessandria
Stazione di Alessandria vasútállomás Olaszországban, Alessandria településen.

## Vasútvonalak
Az állomást az alábbi vasútvonalak érintik:
- Torino–Genova-vasútvonal
- Novara–Alessandria-vasútvonal
- Alessandria–Piacenza-vasútvonal
- Pavia–Alessandria-vasútvonal
- Alessandria–Cavallermaggiore-vasútvonal
- Alessandria–Ovada-vasútvonal
- Alessandria–San Giuseppe di Cairo-vasútvonal

## Kapcsolódó állomások
A vasútállomáshoz az alábbi állomások vannak a legközelebb:
- Stazione di Solero
- Stazione di Frugarolo-Boscomarengo
- Stazione di Valmadonna
- Stazione di Cantalupo
- Stazione di Spinetta
- Stazione di Castellazzo-Casalcermelli